# پیلمبرا
پیلمبرا، روستایی از توابع بخش پره‌سر شهرستان رضوان‌شهر در استان گیلان ایران است. ایستگاه اقلیم شناسی پیلمبرا (نهالستان) در نسخه قدیمی کتاب آب و هوای ایران (تالیف دکتر بهلول علیجانی، انتشارات پیام نور) پربارشترین نقطه ایران معرفی شده بود.

## جمعیت
این روستا در دهستان دیناچال قرار دارد و براساس سرشماری مرکز آمار ایران در سال ۱۳۸۵، جمعیت آن ۲۵۸ نفر (۶۵خانوار) بوده‌است.